# Batalla de Brest Litovsk
La batalla de Brześć Litewski (o batalla de Brest-Litovsk) fue una batalla de la Segunda Guerra Mundial sucedida en el contexto de la Invasión de Polonia y que tuvo lugar entre el 14 y el 17 de septiembre de 1939, cerca de la ciudad de Brześć Litewski (ahora Brest, en Bielorrusia). Después de tres días de lucha para capturar la ciudadela de la ciudad de Brześć, las fuerzas polacas lograron retirarse con éxito.

## Antecedentes
Inicialmente, las fuerzas polacas no planearon defender la vieja fortaleza de Brześć. La ciudad fue situada profundamente detrás de las líneas polacas y vista como un depósito de suministros y centro de organización más que como una fortaleza de primera línea. Sin embargo, después de las batalla de Wizna y la batalla de Mława, el XIX Cuerpo Panzer bajo el mando del General Heinz Guderian rompió a través de líneas polacas y se apresuró en dirección sur con el objetivo de desbordar Varsovia desde el este y cortar Polonia en dos. Este ataque rápido, o ataque relámpago, (Blitzkrieg) era una táctica militar devastadora primero usada por los alemanes en la Guerra civil española. 
Según el Pacto Ribbentrop-Mólotov del 23 de agosto de 1939, la ciudad y la fortaleza debían ser concedidas a la Unión Soviética después de la guerra y estaban en la zona soviética. Sin embargo, dado que el ejército alemán avanzaba rápido y los soviéticos habían pospuesto hasta el 17 de septiembre su entrada en la guerra mediante la invasión de Polonia, se presentó la necesidad de asegurar la fortaleza. El ministro alemán de Asuntos Exteriores, Joachim von Ribbentrop, notificó al gobierno soviético que las fuerzas alemanas tendrían que violar la "esfera soviética de interés" establecida en el Protocolo adicional secreto del Pacto.
Localizado en el sitio de un castillo medieval, la Fortaleza polaca fue consolidada y reconstruida en tiempos napoleónicos y en 1847 otra vez. Dañada gravemente durante la Primera Guerra Mundial, la fortaleza fue convertida en un almacén de material bélico y su parte central en una prisión. Aunque en gran parte estaba obsoleta para los estándares modernos de Guerra, la fortaleza ocupará una posición giratoria respecto a las líneas polacas y su defensa podría evitar que las fuerzas alemanas crucen el área de Polesia y Galitzia al sur. El objetivo del XIX Cuerpo Panzer era tomar la fortaleza para prevenir que los elementos del grupo operacional de Narew bajo el mando del General Młot-Fijałkowski se retiraran hacia el sur y se unieran al resto de las fuerzas polacas. Las fuerzas alemanas consistieron en un cuerpo acorazado entero, compuesto de 3 divisiones: La 3.ª Panzer, la 2.ª motorizada y la 20.ª motorizada. 
Al final del verano la fortaleza contenía algunos batallones de los 82.º y 35.º regimientos de infantería y elementos de varias unidades más pequeñas. Por otra parte, una gran cantidad de reservistas nuevamente movilizados comenzaron a llegar a la fortaleza, aguardando el despliegue de sus unidades. El general Plisowski organizó a partir de estos una fuerza de 3 batallones de infantería, ayudada por un batallón de la ingenieros, varias baterías de artillería y algunos viejos tanques FT-17 usados para el entrenamiento.

## Fuerzas militares

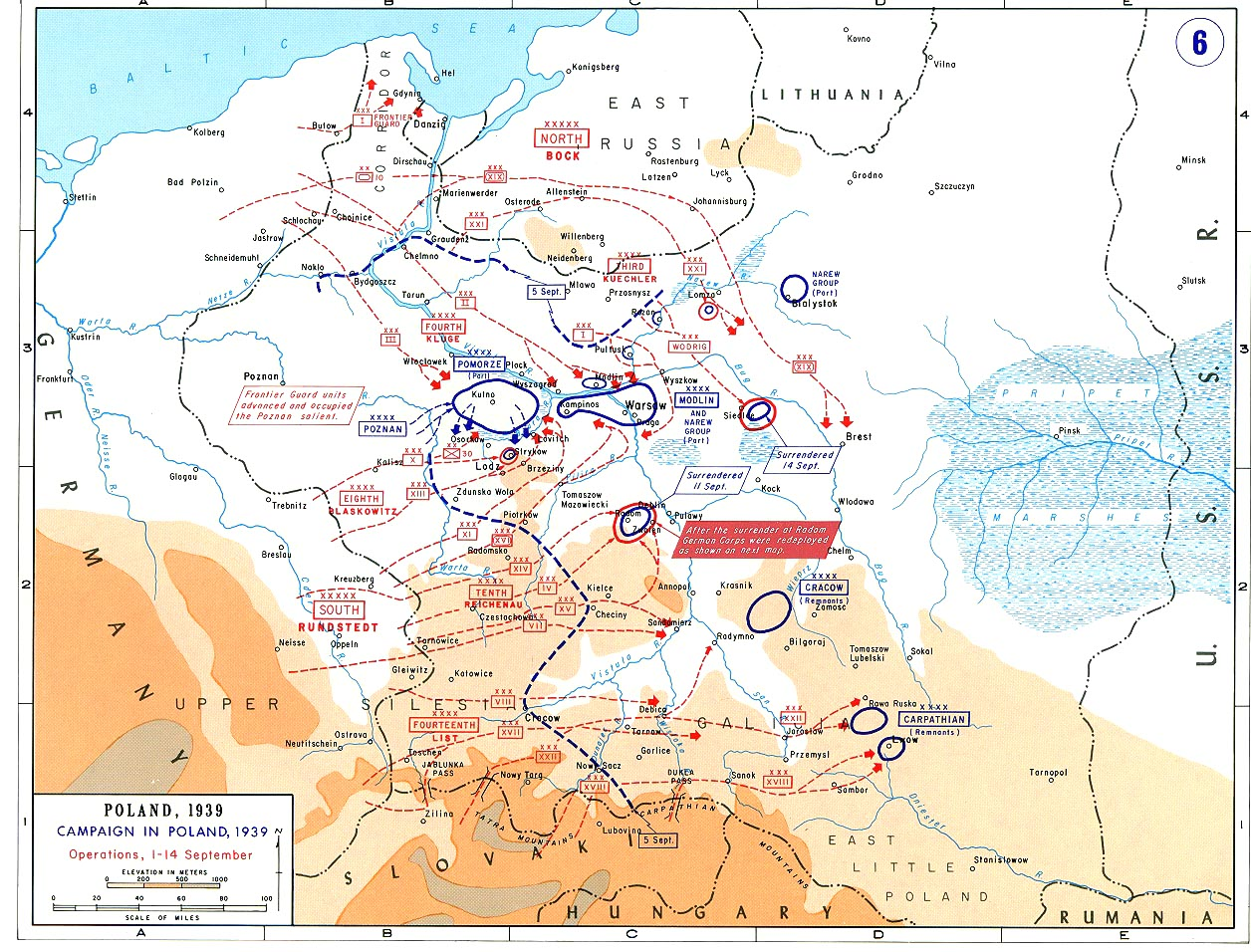
Situación de los frentes durante la Campaña polaca a mediados de septiembre de 1939.

La ciudad de Brześć fue defendida por una pequeña fuerza improvisada bajo el mando del General Konstanty Plisowski. Las fuerzas polacas consistieron en tres batallones de infantería, un batallón de ingenieros, alguna artillería y fueron asistidas por dos trenes blindados (números 55 y 53) comandados por los Capitanes Mieczysław Malinowski y Andrzej Podgórski. 
Las fuerzas alemanas consistieron en el XIX Cuerpo Panzer bajo mando del General Heinz Guderian.

## La batalla
El 14 de septiembre los tanques alemanes del 2.º batallón del 8º regimiento Panzer, parte de la 10.ª División Panzer, alcanzó el área de Brześć e intentó capturar la fortaleza. El ataque alemán fue rechazado por la infantería polaca y la improvisada 113.ª compañía de tanques ligeros, consistiendo en los 12 tanques obsoletos FT-17 de la Primera Guerra Mundial. Todos los tanques polacos fueron destruidos, pero las fuerzas alemanas fueron forzadas a retirarse hacia sus posiciones iniciales. El tren blindado número 53 (AT53) polaco, que hizo un avance del reconocimiento al Wysokie Litewskie, fue atacado por una patrulla de exploración de la 10º División Panzer. El equipo del tren abrió el fuego con la artillería. Varias otras escaramuzas se libraron, pero eran poco concluyentes en cualquier caso. 
Más adelante aquel día la artillería alemana llegó y comenzó el bombardeo de la fortaleza y de la ciudad. La lucha callejera sobrevino. Al amanecer aproximadamente la mitad de la ciudad estaba en las manos alemanas, la otra parte era defendida por la infantería polaca. Los defensores polacos al día siguiente se retiraron de la ciudad, pero las fuertes bajas en ambos lados evitaron que las unidades alemanas continuaran los ataques contra la fortaleza. En lugar, fue atacada constantemente con la artillería y bombardeada desde el aire por la Luftwaffe. La artillería antitanque polaca y las armas antiaéreas eran muy escasas y no proporcionaron bastante ayuda para la infantería, pero las muertes alemanas eran considerables. 
Cuando los informes dijeron al general polaco Plisowski que elementos de la 3ª División Panzer fueron vistos cerca del ferrocarril en Żabinka, al norte de Kobryń, envió al AT55 para evitar que sus fuerzas sean cortadas. Un pelotón de 5 tanques del exploración dejó el tren cerca de Żabinka y atacó los blindados ligeros alemanes cerca de un puente en el río Muchawiec. Después de perder tres tanques, los otros dos se retiraron. Un nuevo ataque de un pelotón del asalto del tren falló. Después de un ataque combinado del pelotón del asalto y de la artillería del AT55, los alemanes dejaron el área del puente de Muchawiec. Cuando volvieron, el AT55 atacó a otro grupo de batalla de la 3ª División Panzer (consistiendo en elementos de exploración y el 5º regimiento de tanques, apoyado por la 6º batería del 75.º regimiento de artillería ligera). Después de destruir algunos blindados ligeros, el tren se retiró hacia Brześć y la estación de tren fue dejada en manos alemanas. 
El asalto principal finalmente comenzó en la madrugada del 16 de septiembre. Los defensores tenían gran cantidad de munición de las armas ligeras en el depósito de las municiones situado en la fortaleza, pero no tenían casi ninguna arma antitanque y escasa cobertura de artillería. EL General Plisowski pidió la creación de otra improvisada compañía de tanques (la 112.ª) usando los tanques obsoletos de la Primera Guerra Mundial. 
Aunque rechazaron a la infantería alemana y el asalto de los tanques alemanes fue parado por los dos tanques viejos FT-17 que sellaban la entrada principal de la fortaleza, al anochecer llegó a ser evidente que la presión alemana hizo la situación desesperada. A pesar de las grandes pérdidas, la 20º División acorazada alemana y la 10º División motorizada capturaron los sectores al norte de la ciudadela. Mientras tanto, la 3ª División acorazada y la 2º División acorazada que abarcaban al XXII Cuerpo Panzer entraron en el área. Los polacos no se podrían aprovisionar de nuevo y las muertes se elevaron casi al 40%. 

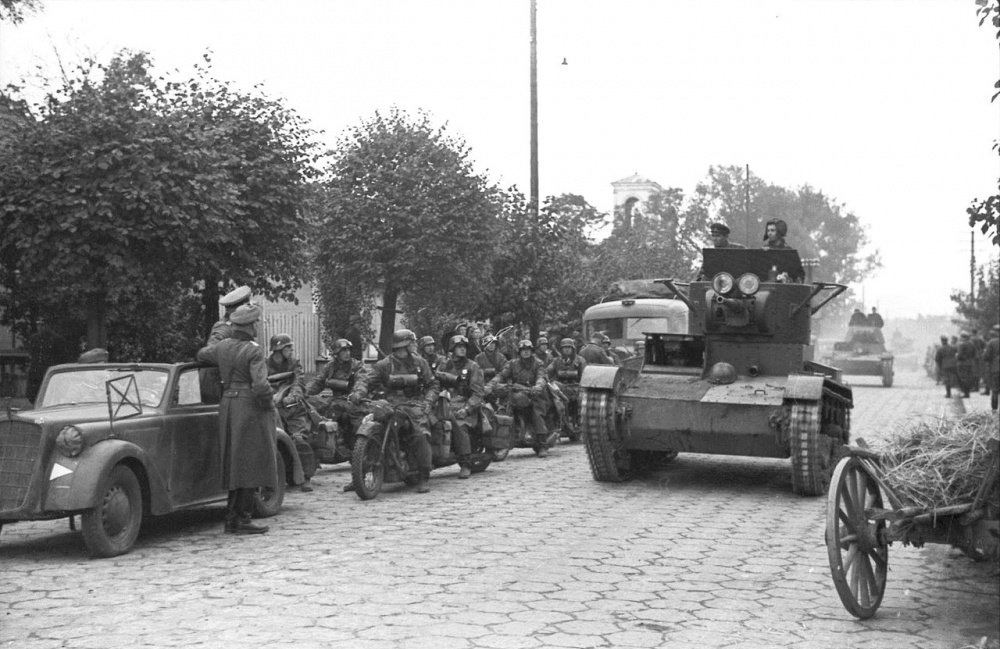
Tanque soviético T-26 circulando junto a un enlace motorizado alemán, como parte del Desfile conjunto germano-soviético.

Al amanecer el General Plisowski ordenó a parte de sus fuerzas retirarse de los fortificaciones del este y reagruparse al otro lado del río y hacia el sur. La evacuación fue terminada en la madrugada, el 17 de septiembre. Una hora más tarde los elementos del 76.º regimiento de infantería alemán entraron en la fortaleza, casi sin oposición. La única unidad polaca en la fortaleza era lo que quedaba del 82.º regimiento de infantería bajo el mando del Capitán Radziszewski que decidió luchar hasta el final.

## Después de la batalla
El 17 de septiembre de 1939, el Ejército Rojo finalmente cruzó la frontera polaca y comenzó su rápido avance hacia el oeste. La 29º Brigada soviética de tanques bajo el mando del General de brigada Semión Krivoshéin alcanzó el área de Brest-Litovsk más adelante aquel día y asumió el control de la fortaleza. Después un desfile común alemán-soviético fue llevado a cabo en la ciudad, después de lo cual los alemanes se dirigen al oeste, cruzando el Bug y comenzando su búsqueda de las fuerzas en retirada del general Plisowski.